# Jesús Ponce
Jesús Ponce es un director de cine español (Sevilla, 1971) proveniente del mundo de la televisión y el cortometraje.
Su primer largometraje 15 días contigo (2005) obtiene una nominación a los Premios Goya para su actriz principal, Isabel Ampudia.
Su segundo largometraje Skizo (2006) es un trabajo de encargo sobre guion ajeno protagonizado por Óscar Jaenada.
En el año siguiente rueda su tercer trabajo largo esta vez con guion propio titulado Déjate caer (2007).
En los años sucesivos, 2008 y 2009 dirige dos series de televisión, Pelotas, producida por El Terrat para TVE y Padre Medina para Canal Sur Televisión, trabajos que alterna con la colaboración en la escritura de guiones ajenos como Mami Blue de Miguel Ángel Calvo Buttini o Siempre hay tiempo de Ana Rosa Diego. Paralelamente sigue desarrollando su labor como montador en películas ajenas y realizador de programas de televisión.
En el 2015 dirige la TV-Movie Diamantino basada en la biografía de Diamantino García y un nuevo largometraje para salas titulado Todo saldrá bien con guion propio.
En el año 2018 dirige de nuevo sobre guion propio un largometraje titulado "La primera cita" estrenado paralelamente  en el marco de dos festivales de cine: el Festival de cine Europeo de Sevilla y el Festival de cine Iberoamericano de Huelva recibiendo en este último el premio AAMMA que concede la asociación de mujeres del audiovisual por su argumento en defensa de los valores de la mujer.
En ella vuelve a recurrir a sus dos actrices habituales: Isabel Ampudia y Mercedes Hoyos.
También dirige un documental titulado "La última toma" sobre la figura del director Claudio Guerin-Hill en el mismo 2018, contando con la participación de un considerable número de prestigiosos profesionales del cine español.
En 2020 escribe y dirige el documental "Storm" sobre la histórica banda de rock Storm.  En dicho documental participan importantes figuras del rock y la cultura española como Jordi Sierra i Fabra, Martin j. Louis, Raimundo Amador, Bertha Yebra, El Drogas, Pere Gené de Lone Star, Pau Riba, José Luis Campuzano (Sherpa), Pepe Roca de Alameda, Juan Pablo Ordúñez El Pirata, Pepe Bao de O'funk'illo entre otros muchos. Este rodaje supuso la obra póstuma del que fuera su productor habitual en los últimos años y su tándem creativo, el almeriense Kiko Medina.
En 2022 estrena "Val del Omar, poeta audiovisual" en el Festival de cine Europeo de Sevilla, en la Semana Internacional de Cine de Valladolid y el Festival Internacional de Jóvenes Realizadores de Granada, en este último, seguido en su presentación de un  concierto del grupo granadino Lagartija Nick en un espectáculo sobre la generación del 29 con imágenes de Buñuel y el propio Val del Omar.